# Talal Arslan
Emir Talal Arslan (Erslen) (arab.: الأمير طلال أرسلان; ur. 12 czerwca 1965 w Szueifacie) – libański polityk, syn księcia Madżida z druzyjskiej dynastii Arslan, lider Libańskiej Partii Demokratycznej, deputowany parlamentu libańskiego z dystryktu Alajh. W latach 1990–1992 był ministrem turystyki, w latach 1996–1998 ministrem ds. emigrantów oraz dwukrotnie (2000/2003 i 2003/2004) ministrem stanu, a także ministrem sportu i młodzieży w latach 2008–2009.